# アルバ (クーネオ県)
アルバ（イタリア語: Alba）は、イタリア共和国ピエモンテ州クーネオ県にある、人口約3万2000人の基礎自治体（コムーネ）。県内第2位のコムーネ人口を有する。
ブドウ畑の景観が世界遺産「ピエモンテのブドウ畑の景観:ランゲ＝ロエーロとモンフェッラート」として登録されているランゲ地方 (Langhe) の中心都市。白トリュフで著名である。また、モモやワインの生産でも知られる。

## 名称
イタリア語以外の言語では以下の名称を持つ。
- ラテン語: Alba Pompeia

## 地理

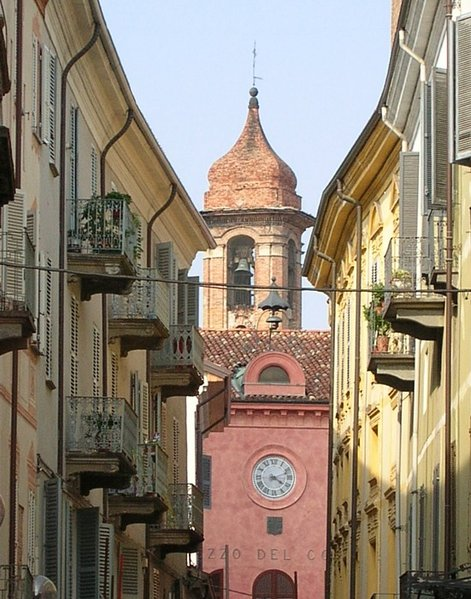
中心部

### 位置・広がり

#### 隣接コムーネ
隣接するコムーネは以下の通り。
- バルバレスコ
- ベネヴェッロ
- ボルゴマーレ
- カスティリオーネ・ファッレット
- コルネリアーノ・ダルバ
- ディアーノ・ダルバ
- グリンツァーネ・カヴール
- グアレーネ
- ラ・モッラ
- モンティチェッロ・ダルバ
- ネイヴェ
- ピオーベジ・ダルバ
- ロッディ
- セッラルンガ・ダルバ
- トレイゾ
- トレッツォ・ティネッラ

## 気候
地中海に近いため、冬は比較的暖かく１月の平均気温は5℃、夏は35℃になる。春・夏に雨が多く、7・8月は少ない。11・12月に霧が発生する。

## 行政

### 分離集落
アルバには、以下の分離集落（フラツィオーネ）がある。
- Madonna di Como, Biglini-Scaparone, Mussotto, Gallo, San Rocco Cherasca, San Rocco Seno d'Elvio, Santa Rosalia

## 産業
国際展開を行っている食品大手フェレロ社は、1946年にピエトロ・フェレロ (Pietro Ferrero) によって当地で創業された。また、伊総合フードチェーンEataly (イータリー) 本社がある。白トリュフは世界的にも有名で、祭りが毎年開かれる。ワイン醸造所は270に上る。

## 姉妹都市
- メドフォード、アメリカ合衆国 1960年
- バンスカー・ビストリツァ、スロバキア 1969年
- ベーブリンゲン、ドイツ 1984年
- ボーソレイユ、フランス 1995年
- アルロン、ベルギー 2004年
- サン・クガ・デル・バリェス、スペイン 2007年

## 人物

### 著名な出身者
- ペルティナクス - ローマ皇帝。当時のアルバ・ポンペイア出身。